# Kardos János (ügyvéd)
Kardos János (Üllő, 1894. augusztus 16. – Budapest, 1959. november 12.) magyar ügyvéd. A második világháború után – amíg tehette – több kiemelt koncepciós perben is közreműködött védőként.

## Életútja
Apai ágon régi református lelkészi-tanítói családba, anyai ágon művész-színész családba született. Nagyapja pénzszűke miatt nem tudta elvégezni a teológiát, így Szigetszentmiklóson lett kántortanító. Anyai nagyapja, Komáromy Alajos a 19. század második felében a Nemzeti Színház vezető szerepeket játszó színésze volt. Édesapja először Üllőn volt református lelkész, majd a szigetszentmiklósi gyülekezet hívta meg. Alsóbb iskoláit Szigetszentmiklóson, majd Kunszentmiklóson végezte, ez utóbbi helyen osztálytársa volt Bereczky Albert, későbbi református püspök. Középiskolai tanulmányait a budapesti református gimnáziumban végezte, ahol formálódó hitéletét ellentétes hatások érték, mindenesetre itt döntötte el, hogy nem lép felmenői nyomdokaiba. Az érettségit követően 1912-ben a Budapesti Egyetem jogi karára iratkozott be. Egyetemi tanulmányait az első világháború szakította meg. A tisztiiskola elvégzése után öccsével együtt szakaszparancsnokként az orosz frontra került, majd hadifogságba esett. Ennek során Szibériában folyékonyan megtanult oroszul és angolul. 1917 őszén két hadifogolytársával együtt sikerült megszöknie, és 1918 nyarán érkezett haza. 1919-ben csatlakozott Szegeden a Tanácsköztársaság megdöntésére szervezkedő önkéntes tiszti századhoz. Az ellenforradalom során személyesen megtapasztalt törvénytelenségek miatt azonban hamarosan kilépett a nemzeti hadseregből, 1919. november 1-jén leszerelt.
Leszerelése után tanulmányai folytatásának és megélhetésének biztosítására postai tisztviselőként helyezkedett el. Édesapja betegségét és halálát követően rámaradt az elszegényedett család eltartása. A jogászdoktori diploma megszerzése és az ügyvédjelölt évek letöltése után, 1922-től Budapesten önálló ügyvédi gyakorlatot kezdett, ami hamarosan nagy forgalmú, széles ügykörű, neves vállalkozás lett. Erre az időszakra vezethető vissza barátsága a két világháború közötti szellemi-politikai élet jelentős személyiségeivel, így Bibó Istvánnal, Kaas Alberttel, a közigazgatási egyetem alkotmánytan professzorával, Ambróczy Gyulával, a kormányzói kabinetiroda későbbi főnökével. Hamarosan az Egységes Bírói és Ügyvédi Vizsgáztató Bizottságban a büntetőjog censorának, vizsgáztatójának nevezték ki. Bár nem vett részt aktívan a politikai közéletben, a családi hagyomány számos történetben őrizte meg a fennálló társadalmi-politikai viszonyokat kritikusan szemlélő, a származási kiváltságokat ellenző, a szigetszentmiklósi egyszerű emberek ügyes-bajos dolgait soron kívül elintéző érzékeny, szilárd erkölcsi-világnézeti alapon álló ügyvéd alakját.
Jóllehet a kormányzót mindig sokra becsülte, a Horthy-rendszerben semmilyen kitüntetést nem volt hajlandó elfogadni. 1943 decemberében Keresztes-Fischer Ferenc belügyminiszter nyomatékos felkérésére,  elvállalta a Pest-Pilis-Solt-Kiskun vármegyei tiszti föügyészi hivatalt. A tisztségről 1944. március 21-én, a német bevonulás másnapján tiltakozásképpen lemondott. 1944 novemberében, mint tartalékos főhadnagyot SAS behívóval katonai szolgálatra hívták be. Az Óbudai Téglagyárba osztották be szolgálattételre. A szolgálatot nyíltan megtagadta, mivel az országból kiszállítandó zsidókat kísérő katonai különítmények parancsnokságát kellett volna ellátnia. Ezért hadbírósági eljárást indítottak ellene.
A világháborút követően, 1945-ben az igazoló eljárást követően, Házi Árpád Pest vármegye új, kommunista párti alispánjának javaslatára lemondását hatálytalanították, és újra felkérték a Pest megyei tiszti föügyészség ellátására. Viszonyuk Házi Árpáddal – eltérő politikai beállítottságuk ellenére is mindvégig korrekt, söt szívélyes maradt. 1945 után három helyen is igazoló eljárás alá esett, az igazolások során gerinces magatartásáért dicséretben részesült. 1945-ben a miniszterelnökség berendelte az Elhagyott Javak Kormánybiztossága mellé, a jogi főosztály megszervezésére. Azonban, miután nem álltak eszközök a rendelkezésére, hogy az intézményesülő korrupció és a politikai különbségtétel ellen hatékonyan felléphessen, néhány hónap múlva, 1945 júliusában lemondott.
1945-töl, több nagy súlyú politikai perben is védőügyvédként szerepelt. Hamarosan kizárólag bűnügyi védelemmel foglalkozott. Elsőként Szombathelyi Ferenc vezérezredes védelmét látta el. A per folyamán mindvégig szigorúan azt a jogi álláspontot igyekezett érvényesíteni, hogy a politikai vita tárgyát képező politikai felelősséget el kell választani a büntetőjogi felelősségtől. A vádlottat a vád által jogszerűen nem bizonyított cselekményekért nem lehet elítélni, még akkor sem, ha politikailag helyteleníthető módon cselekedett. Az Államvédelmi Osztály sikertelenül igyekezett Kardost megfélemlíteni, leányát háborús bünösökkel való rokonszenvezés koholt gyanúja miatt az Andrássy úton rövid időre örizetbe vette, majd Décsi Gyula, a Politikai Rendőrség, késöbb az ÁVO alezredese igyekezett személyesen nyomást gyakorolni Kardosra, hogy hagyjon fel a politikai perekben a védelem ellátásával. Az általános politikai megfélemlítés légkörében idő- közben először a Magyar Jogászok Szabad Szakszervezete, majd egy hóпар múlva a Budapesti Ügyvédi Kamara is olyan határozatot hozott, hogy háborús és népellenes bűnös védelmét csak előzetes engedélyezés után lehet ellátni. Egy későbbi döntés szerint az ilyen terhelteket csak kirendelt védő védheti, megsértve ezzel mind a szabad védőválasztás, mind az ártatlanság vélelmének az elvét. Ennek ellenére Kardos számos perben látott el védőügyvédi feladatot, s az összeférhetetlenség és a politikai támadások megelőzése érdekében 1947 nyarán nyugalomba vonult vármegyei tiszti főügyészí állásából.
1947-ben a Magyar Közösség perében a védelem vezetője volt. Dálnoki Veress Lajost és András Sándort védte. A Mindszenty-perben Esterházy Pál herceg védője volt. A politikai perekben ellátott védőügyvédi tevékenységével, bátor, kockázatvállaló magatartásával, elszánt kiállásával, jogászi felkészültségével széleskörű megbecsülést vívott ki magának.
1948-ban, sorsfordító pillanatban lépett az egyházi közélet színpadára is. Ekkor a Dunamelléki Református Egyházkerület fögondnokává választották, s csupán botrányos körülmények között, az egyházi törvények súlyos megsértésével sikerült az új püspök, Bereczky Albert által irányított egyházvezetésnek lemondásra kényszeríteni. Kardos helyére aztán Kiss Rolandot, a kommunista párt bizalmasát választották meg az egyházkerület világi gondnokává. Lemondatásának formális oka az volt, hogy elvállalta a valutaüzérkedéssel vádolt Ordass Lajos evangélikus püspök védelmét.
1949-től, a "dupla nullás", azaz titkos ügykezelés, minden törvényes rendelkezés nélküli bevezetésétől – ezekben a védelmet csak kijelölt és megbízhatónak tekintett ügyvédek láthatták el – kezdve Kardos politika ügyekben már nem védhetett. Jogi tanáccsal azonban továbbra is segített. A titkos ügykezelés törvénytelensége ellen számos alkalommal tiltakozott. 1955 nyarán a Budapesti Ügyvédi Kamara tagfelvételi bizottságának tagjává is megválasztották, a hivatalos tisztségről azonban egészségi állapotára hivatkozva két hónap után lemondott.
Az 1956-os forradalom és szabadságharc bukása után, az első megtorló perek idején, a titkos ügykezelés visszaállítását és a szabad védőválasztás újbóli korlátozását megelőzően többek között ő látta el Rácz Sándor és Tóth Ilona védelmét is. A Tóth Ilona-pert lezáró halálos ítélet mélyen megrendítette. A lány életéért a végsőkig küzdő védő az ítélet után rövidesen szívinfarktust kapott. A szabadságharc leverése után a megtorló perek során, bár megbízott védője volt, nem védhette sem Maléter Pált, sem közeli jó barátját, Bibó Istvánt.
1956. november 4. után a meglehetősen gyenge lábakon álló Kádár-kormány igyekezett erkölcsileg hiteles személyiségeket megnyerni, és általuk is legitimálni az új rendszert. Ennek a politikának a jegyében – ígéretekkel és zsarolással egyaránt – igyekeztek Kardost rávenni arra, hogy vállalja el az Ügyvédi Kamarák Országos Bizottságának elnökségét. Kardos azonban nem volt hajlandó vállalni az egyre erőteljesebb megtorló politikát folytató, kiépülő diktatúrával a közösséget. A Magyar Forradalmi Munkásparaszt Kormány 26/1958. számú rendelete alapján felálló Ügyvédeket Felülvizsgáló Bizottság Róna Imréné elnökletével meghozott Bp. V. ker 59/1958. számú határozata Kardos Jánost az ügyvédi hivatás gyakorlására alkalmatlannak találta. Panaszát dr. Réczei László, az igazságügy-miniszter első helyettese elutasította. Ennek következtében megfosztották ügyvédi hivatalától, és 1958. augusztus 31. napjával törölték a Budapesti Ügyvédi Kamaránál vezetett ügyvédi névjegyzékből.
A család a későbbiekben hiába kérte Kardos ügyének felülvizsgálását, 1988. május 27-i elutasító levelében dr. Pálmai Gyula az IM főosztályvezetője a családnak elküldött válaszlevelében ekként utasította vissza a család felülvizsgálati kérelmét: "Tény, hogy édesapja – hasonlóan számos ügyvédhez – ügyvédi hivatását az egyik felülvizsgáló bizottság döntése értelmében 1958. augusztus végétől nem gyakorolhatta. Ezt a döntést sodfokon megerősítették (...) A későbbi években – amennyiben édesapjának a halála nem következik be – lehetősége lett volna a Budapesti Ügyvédi Kamaránál a felvételt kezdeményezni (...) Édesapja ügyében nincs lehetősége annak megállapítására, hogy a vele szemben lefolytatott eljárás illetve döntés törvénysértő volt-e vagy sem." 
Kardos János 1959. november 12-én hunyt el Budapesten.